# (16216) 2000 DR4
A (16216) 2000 DR4 a Naprendszer kisbolygóövében található aszteroida. A LINEAR projekt keretében fedezték fel 2000. február 28-án.